# Weltbild (Unternehmen)

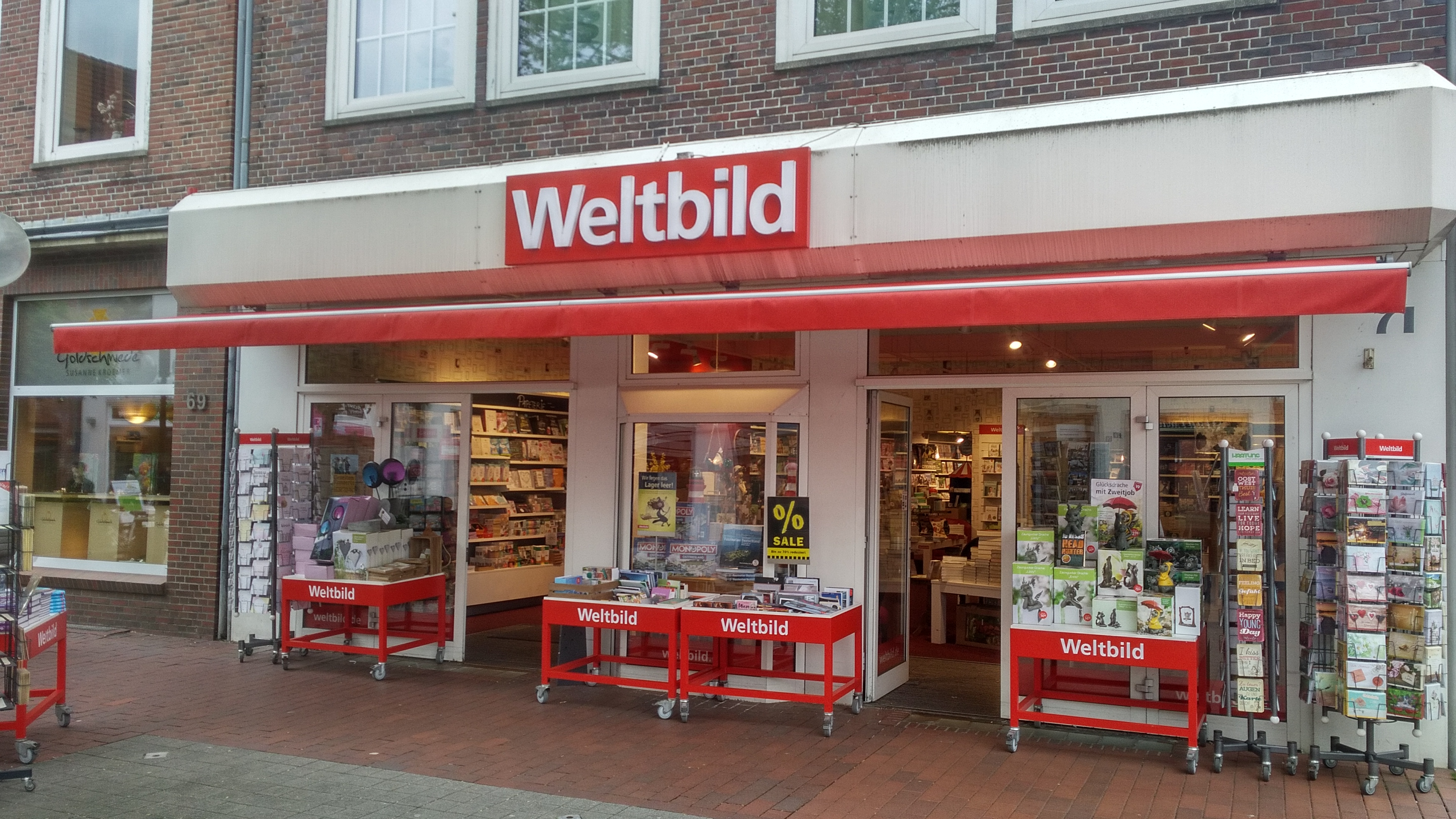
Filiale von Weltbild in Leer (Ostfriesland), 2018

Die Weltbild D2C Group GmbH war ein deutsches Handelsunternehmen mit Sitz in Augsburg, das über Onlineshops, Social Commerce, Kataloge und Filialen Medien- und Non-Media-Produkte vertrieb und Unternehmen der Gruppe oder externen Kooperationspartnern seine Vertriebsplattform zur Verfügung stellte. Die Weltbild D2C Group war in sechs Ländern aktiv und besaß 13 Marken; sie betrieb 20 Onlineshops und im DACH-Raum zeitweise 420 Filialen. Nach einer ersten Insolvenz im Jahr 2014 stieg das Beteiligungs- und Beratungsunternehmen Droege Group ein. Im Juni 2024 meldete das Unternehmen erneut Insolvenz an und stellte Ende August 2024 den Geschäftsbetrieb vollständig ein.

## Gliederung, Funktion und Einbindung
Der Konzernabschluss der Muttergesellschaft Weltbild D2C Group fasste Ende 2020 die Jahresabschlüsse von insgesamt elf Unternehmen zusammen. Im August 2023 steuerte die Gruppe 13 Marken: Weltbild, Bücher.de, Jokers, teNeues, Avus, Tolino, D2C digital, Gärtner Pötschke, D2C Recommerce, Orbisana, tausendkind, Paul Valentine und Groundies. Als Multi-Channel-Händler bewarb und vertrieb sie ihre Produkte über Onlineshops, Kataloge, den stationären Handel und über Social Media. Sie zählte zur Droege Group, einem Beteiligungs- und Beratungsunternehmen mit Sitz in Düsseldorf.

## Produktbereiche und Dienstleistungen
Zu den Media-Produkten zählten unter anderem Bücher, e-books, Hörbücher, antiquarische Bücher, CDs und DVDs. Zu den Non-Media-Produkten gehörten beispielsweise solche für den Wohn-, Küchen und Haushaltsbereich, Uhren und Schmuck, Gartenpflanzen und Sämereien, Angebote für Wellness und Gesundheit, Schuhe, ein Sortiment für Kinder, E-Learning und Re-commerce.

## Geschichte

### Weltbild

#### Gründung und erste Jahrzehnte
Weltbild beziehungsweise der Vorläufer, das Winfried-Werk, wurde 1948 in Augsburg als katholischer Verlag gegründet. Vertrieben wurde insbesondere die Zeitschrift Mann in der Zeit, die 1968 in Weltbild umbenannt wurde. Ab 1972 nahm das Unternehmen über die Weltbild-Bücherdienst GmbH den Versand von Büchern auf. Von 1975 bis 2014 waren die Haupteigner der Verband der Diözesen Deutschlands (VDD, 24,2 % der Anteile), das Erzbistum München und Freising (13,2 %) sowie das Bistum Augsburg (11,7 %). Die übrigen Gesellschafter waren zehn weitere deutsche (Erz-)Diözesen, nämlich Aachen, Bamberg, Eichstätt, Fulda, Freiburg, Münster, Passau, Regensburg, Trier und Würzburg sowie das Militärbischofsamt.

#### Expansion
1975 übernahm der Niederländer Carel Halff die Geschäftsführung des Winfried-Werkes mit einem Jahresumsatz von 600.000 DM. Der Zusammenschluss von Winfried-Werk und Weltbild-Bücherdienst erfolgte 1987, die neue Firma lautete Weltbild Verlag GmbH. Seit den 1980er Jahren kaufte und integrierte Weltbild weitere Verlage, beispielsweise Pattloch, Battenberg, Schneekluth oder Johann Michael Sailer. Weltbild gründete zudem weitere Verlage, zum Beispiel den Augustus Verlag und den Naturbuch Verlag. Die Weltbild-Gruppe entwickelte sich zur größten deutschen Versandbuchhandlung ohne Kauf- oder Clubpflichten.
Im stationären Buchhandel wurde das Unternehmen 1994 mit der Marke „Weltbildplus“ aktiv, einer Kooperation mit dem Buchhändler Hugendubel. 2006 legten Hugendubel und Weltbild alle ihre Filialgeschäfte zusammen und steuerten diese über die Holding DBH Buch Handels GmbH, die zum Marktführer in Deutschland wurde. 2014 lag die Zahl dieser Filialen bei rund 420 in Deutschland, Österreich und der Schweiz. Ein relevanter Anteil der deutschen Standorte befand sich in Kaufhäusern oder Einkaufszentren.
Zum 1. Januar 1999 startete die Verlagsgruppe Droemer Weltbild; Weltbild und Holtzbrinck beteiligten sich mit jeweils 50 Prozent. Teil der neuen Verlagsgruppe wurden zwölf Verlage der Gesellschafter, auch Droemer Knaur. Nach der Jahrtausendwende expandierte Weltbild nach Polen (gemeinsam mit Bauer), in die Niederlande (gemeinsam mit Holtzbrinck und T-Online) sowie nach Russland (gemeinsam mit Burda).
2005 hatte die Weltbild-Gruppe unter der Geschäftsführung von Carel Halff einen Umsatz von 1,4 Mrd. Euro und im Juni 2006 4500 Beschäftigte.

#### Krise, Kritik und Insolvenz
Infolge der durch die Weltfinanzkrise 2007–2008 ausgelösten Nachfrageschwäche wollten sich die katholischen Eigentümer vom Unternehmen trennen. Auch Medien mit esoterischen beziehungsweise vermeintlich pornografischen Inhalten störten die Gesellschafter. Ein Verkauf scheiterte 2009 jedoch am aus Sicht der Eigentümer zu niedrigen Verkaufspreis. 2011 wurde Weltbild erneut kritisiert, weil das Unternehmen erotische beziehungsweise pornografische Literatur verkaufe. Weltbild bezifferte den Anteil entsprechender Erlöse damals auf 0,017 Prozent des Gesamtumsatzes der Verlagsgruppe; Pornografie sei nicht im Angebot. Ungeklärte Zukunftsperspektiven und eine sich seit 2011 stetig verschlechternde Ertragslage führten 2013 zu Meldungen über eine bevorstehende Insolvenz, die im Januar 2014 eintrat.

#### Entwicklung seit 2014
Im Sommer 2014 stieg die Droege Group als neuer Mehrheitseigentümer ein. Sie stieß 67 defizitäre Filialen an die Lesensart Rüdiger Wenk GmbH ab. Diese schloss einige Filialen und meldete im Juli 2015 dann ebenfalls Insolvenz an. Nach der Stabilisierung von Weltbild erwarb Droege 2017 auch die restlichen Anteile.
Die Weltbild Gruppe baute das Online-Geschäft aus, auch durch den Kauf und die Einbindung von dazu passenden Unternehmen. Das Wachstum sollte nach Aussagen des Unternehmens gesellschaftliche Megatrends nutzen.
Ende des Jahres 2021 gab die Verlagsgruppe bekannt, in ein neues Logistikzentrum in Augsburg zu investieren. Im Juni 2022 zog der Hauptsitz des Unternehmens in den Augsburger Süden um.

#### Insolvenz 2024
Am 10. Juni 2024 wurde Antrag auf Insolvenz gestellt.
In der Folge unternahmen auch mehrere Tochtergesellschaften diesen Schritt. Am 14. August 2024 teilte das Unternehmen mit, dass es nicht gelungen sei, einen Investor zu finden, so dass die laufenden Kosten nicht mehr gedeckt werden könnten. In den letzten 14 Filialen gab es Räumungsverkäufe, bis sie am 31. August 2024 endgültig geschlossen wurden. Die 440 verbliebenen Mitarbeiter sollten im September die Kündigung erhalten.
Am 21. August 2024 beantragte auch die Schweizer Weltbild Verlag GmbH die Konkurseröffnung. Die 24 in der Schweiz bis am Schluss rentablen Filialen wurden per sofort geschlossen, da der Support durch das Mutterhaus nicht mehr gewährleistet war und damit auch keine Transformation zu einer eigenständigen Gesellschaft. 
Die Kunden wurden auf den Abschieds-Homepages „aufgefordert, ihre bei Weltbild gekauften E-Books und Hörbuch-Downloads extern zu sichern“. Die Domain des Onlinegeschäftes inklusive Kundendaten und der E-Book-Sparte wurde nach Zustimmung der Kartellbehörden von Thalia Bücher übernommen.

### Weitere Media-Marken
| 1999 | Jokers startet als Schnäppchen-Katalog für Bücher |
| 1999 | Weltbild ist Mitgründer von booxtra               |
| 2001 | booxtra übernimmt buecher.de                      |
| 2005 | Weltbild übernimmt Avus-Gruppe mehrheitlich       |
| 2013 | Tolino kommt auf den Markt                        |
| 2014 | Weltbild übernimmt buecher.de vollständig         |
| 2019 | Weltbild übernimmt Gärtner Pötschke               |
| 2019 | Weltbild startet Orbisana                         |
| 2019 | Weltbild übernimmt D2C Recommerce mehrheitlich    |
| 2020 | Weltbild übernimmt teNeues                        |
| 2020 | tausendkind wird übernommen                       |
| 2022 | Kauf der Vidi GmbH                                |
| 2023 | Kauf von Paul Valentine                           |
| 2023 | Übernahme von EOD mit der Marke Groundies         |

- buecher.de: Die Verlagsgruppe Weltbild zählte 1999 zu den Gründern des Internet-Buchhändlers Booxtra.[47] Dieser übernahm zwei Jahre später die Domain buecher.de[48] und trat am Markt unter buecher.de auf.[49] Durch partiellen beziehungsweise vollständigen Kauf der Gesellschaftsanteile wurde Weltbild zwischen 2007 und 2014 Alleineigentümer der Marke.[50][51]
- Jokers: Weltbild startete Jokers 1999 als Schnäppchen-Katalog für Bücher, im Jahr darauf begann der Verkauf über das Internet.[52] Ab 2001 folgten Filialen.[53] 2022 war der Rückzug von Jokers aus dem Filialgeschäft abgeschlossen, verbliebene Buchhandlungen wurden in Weltbild umbenannt.[54] Jokers ist seit der zweiten Jahreshälfte 2022 eine Marke von buecher.de.[55]
- teNeues: Der Wiederaufbau des 1931 in Krefeld gegründeten Druck- und Verlagshauses te Neues erfolgte nach dem Zweiten Weltkrieg in Kempen. Hendrik te Neues (1952–2019),[56][57] der Enkel des Gründers, baute das internationale Geschäft des Familienunternehmens auf. Vor 2020 bestand das Programm vor allem aus Bildbänden, ferner aus Corporate Publishing-Produkten für Unternehmen und Marken.[57] Zum 1. Oktober 2020 übernahm Weltbild den teNeues Verlag.[58][59]
- Avus: Durch Fusion von zwei in den  1960er Jahren gegründeten Unternehmen entstand 1996 die GLB Parkland GmbH. Sie erwarb im Jahr darauf die ABK Avus Bücherdienst Köln GmbH mit ihrem Lager in Neuss.[60] 2005 genehmigte das Bundeskartellamt die Mehrheitseigentümerschaft von Weltbild an der Avus-Gruppe.[61][62]
- Tolino: Weltbild zählte zu den fünf Gründern der Tolino-Allianz, die im März 2013 der Öffentlichkeit ihren E-Book-Reader präsentierten. Ziel war die Schaffung einer übergreifenden Alternative zu Amazons Kindle.[63] Die Beteiligungsquote an Tolino lag 2021 bei 16,67 %.[4]

### Non-Media
- tausendkind: Die Marke tausendkind ging 2010 als Online-Versender für Produkte rund ums das Thema Familie und Kind an den Markt.[64] 2020 übernahm die Droege Group das Unternehmen und gliederte es in die Weltbild D2C Group ein.[64]
- Gärtner Pötschke: Das 1912 im thüringischen Mörsdorf[65] gegründete Unternehmen für Gartenpflanzen und Sämereien verlegte seinen Sitz 1934 in das rund 70 km westlich gelegene Arnstadt. Nach dem Zweiten Weltkrieg wurde das Geschäft im nordrhein-westfälischen Kaarst wieder aufgebaut.[66] Das Unternehmen befand sich über drei Generationen in Familienhand.[67] 2019 ging es an die Droege Group, die es ebenfalls der Weltbild D2C Group zuordnete.[68]
- Orbisana: 2019 wurde die Marke Orbisana für Gesundheit und Wellness-Produkte in den Markt eingeführt,[69] ein Joint Venture der beiden Droege-Tochterunternehmen Servona und Weltbild.[70] 2022 kam Servona durch Umfirmierung zum Unternehmen.[71] Im Folgejahr übernahm Orbisana die Vidi GmbH, einen Versand- und Einzelhändler für Medizin-, Hygiene- und Drogerieartikel sowie Medizintechnik.[72]

- D2C Recommerce: Die pb ReCommerce GmbH kaufte Kundenrücksendungen bei Onlinehändlern auf, prüfte und überholte diese, um sie anschließend wieder zu verkaufen.[32] Außerdem erbrachte sie Dienst- und Beratungsleistungen im Re-commerce-Bereich.[73] Seit Ende 2021 zählt das Unternehmen mehrheitlich zur Droege Group,[32] die es der Weltbild D2C Group angliederte[74] und in D2C Recommerce GmbH umfirmierte.[73]
- Paul Valentine: Anfang März 2023 erwarb Weltbild die Paul Valentine GmbH, einen 2015 gegründeten Onlinehändler, der selbst gestaltete Uhren und eigenentwickelten Schmuck verkauft.[75]
- Groundies: Die 2007 gegründete EOD European Online Distribution GmbH (Ende 2022 umbenannt in EOD GmbH) vertrieb Produkte unterschiedlicher Branchen insbesondere über Webshops (B2B und B2C). Ihr Schwerpunkt veränderte sich durch die Hinzunahme der Distribution der Barfußschuhmarke Vivobarefoot im deutschsprachigen Raum (2010) sowie durch die Gründung der Barfußschuhmarke Groundies (2019) in Richtung Schuhmode.[76] Weltbild übernahm das Freiburger Unternehmen im Sommer  2023.[77]